# Pijavice (Trebinje)
Pour les articles homonymes, voir Pijavice.
Pijavice (en serbe cyrillique : Пијавице) est un village de Bosnie-Herzégovine. Il est situé sur le territoire de la ville de Trebinje et dans la république serbe de Bosnie. Selon les premiers résultats du recensement bosnien de 2013, il compte 13 habitants.

## Géographie
Le village est entouré par les localités suivantes :
| Ugarci  | Vlaška Šćenica Ljubomir |          |
| Čvarići | Pijavice                | Brani Do |
| Podvori | Podvori Brova           | Brova    |

## Démographie

### Évolution historique de la population dans la localité
| 1948 | 1953 | 1961 | 1971 | 1981 | 1991 | 2013 |
| ---- | ---- | ---- | ---- | ---- | ---- | ---- |
| -    | -    | 129  | 106  | 88   | 55   | 13   |

|  |

### Répartition de la population par nationalités (1991)
En 1991, les 55 habitants du village étaient tous serbes.